# Lou Ye
œœ
Lou Ye (xinès simplificat: 娄烨) (Xangai 1965) guionista, productor i director de cinema i televisió xinès. S'inclou en el grup de directors de l'anomenada "Sisena Generació".

## Biografia
Lou Ye va néixer el 15 de març de 1965 a Xangai (Xina). Fill d'actors, Lou es va graduar el 1983 a l'Escola de Belles Arts de Xangai (en animació). El 1983 va participar en la producció de la pel·lícula d'animació "Tanshu Qi Tan" i el 1984, va participar en la producció d'una altra pel·lícula d'animació "Golden Monkey and the Demon".
El 1989 va estudiar a l'Acadèmia de Cinema de Pequín (Departament de Cinema).
El 1993 va rodar el primer llargmetratge 周末情人 (Weekend Lover), que va guanyar el premi "Reiner Werner Fassbinder" al 45è Festival Internacional de Cinema Alemany de Mannheim-Heidelberg.

### Problemes amb la censura
Durant la seva trajectòria, la censura ha estat sempre present en les seves obres, tant pel contingut polític, com pel tractament de les escenes de sexe.
"Suzhou River" (2000)va tenir problemes amb la censura; durant dos anys va ser prohibida pel fet de deixar que es projectés al Festival Internacional de Cinema de Rotterdam sense el permís de les autoritats xineses. Va guanyar el Golden Tiger Award. Per rodar la pel·lícula. El 1998, encara enfrontat a problemes de producció, va acabar creant la seva pròpia empresa, una de les primeres companyies de producció independents xineses, Dream Factory, amb associació amb Philippe Bober i la seva empresa Essential Films. El 2022 va ser projectada a la secció El Clàssic del El 72è Festival Internacional de Cinema de Berlín,
També va rebre crítiques pel projecte d'una pel·lícula amb el documentalista i escriptor palestí Mazen Saadeh, que volia ser l'adaptació d'una obra de teatre d'aquest autor, que tracta el conflicte entre Israel i Palestina.
Amb els cineastes Wang Chao (director) i Li Yu va fundar la productora "Laurel" amb la que va tenir la possibilitat de rodar la primera pel·lícula produïda a la República Popular de la Xina, que tractava les protestes de la plaça de Tian'anemn de 1989, "Summer Palace " (2006). Lou va rebre la prohibició de rodar durant cinc anys, prohibició de l'estrena de la pel·lícula i confiscació dels ingressos i còpies. Al no tenir distribució a la Xina i va haver de confiar en el circuit internacional. Una major part de les pel·lícules recents de Lou s'han fet amb coproducció francesa.
El 2024 va presentar 一部未完成的电影 (An Unfinished Film) a L'Œil d'Or, la secció de documentals del 77è Festival Internacional de Cinema de Canes.

### Premis
- 1996: Weekend Lover. Festival Internacional de Cinema Alemany de Mannhein-Heidelberg
- 1999: Suzhou River. Festival Internacional de Cinema de Rotterdam
- 2000: Premi FIPRESCI per Suzhuo River[7]
- 2009: Spring River. Premi al millor guió de Feng Mei al 62è Festival Internacional de Cinema de Canes.
- 2013: Mystery, Premi a la millor pel·lícula a l'Asian Film Awards de Hong Kong i als Premis de Cinema Golden Horse de Taiwan.
- 2014: Blind Massage. Ós de Plata, 64è Festival Internacional de Cinema de Berlín que també va guanyar el Premi a la millor pel·lícula a l'Asian Film Awards de Hong Kong de l'any 2015.
- 2019: Saturday Fiction. Premi al millor director del Festival de Cinema de Gijón.

## Filmografia
| Any  | Títol anglès                 | Títol xinès      |
| 1994 | Don't be young               | 危情少女         |
| 1995 | Weekend Lover                | 周末情人         |
| 2000 | Suzhou River (El riu Suzhou) | 苏州河           |
| 2001 | "In Shanghai"                | 在上海           |
| 2003 | Purple Butterfly             | 紫蝴蝶           |
| 2006 | Summer Palace                | 頤和園           |
| 2009 | Spring Fever                 | 春风沉醉的夜晚   |
| 2011 | Love and Bruyises            | 花               |
| 2012 | Mystery                      | 浮城谜事         |
| 2014 | Blind Massage                | 推拿             |
| 2018 | The Shadow Play              | 风中有朵雨做的云 |
| 2019 | Saturday Fiction             | 兰心大剧院       |